# 아이티의 총리

아이티의 국장

아이티의 총리(프랑스어: Premier ministre d'Haïti)는 아이티의 총리다. 아이티는 1988년부터 총리 제도를 실시하였다.
아래의 목록은 아이티의 역대 총리의 목록이다.

## 총리 목록
- 마르티알 셸레스탱 (1988년 2월 9일 ~ 1988년 6월 20일)
- 공석 (1988년 6월 20일 ~ 1991년 2월 13일)
- 르네 프레발 (1991년 2월 13일 ~ 1991년 10월 11일)
- 장자크 오노라 (임시) (1991년 10월 11일 ~ 1992년 6월 19일)
- 마르크 바쟁 (1992년 6월 19일 ~ 1993년 8월 30일)
- 로베르 말발 (1993년 8월 30일 ~ 1994년 11월 8일)
- 스마르크 미셸 (1994년 11월 8일 ~ 1995년 11월 7일)
- 클로데트 베를레그 (1995년 11월 7일 ~ 1996년 2월 27일)
- 로스니 스마르트 (1996년 2월 27일 ~ 1997년 10월 20일)
- 공석 (1997년 10월 21일 ~ 1999년 3월 26일)
- 자크에두아르 알렉시 (1999년 3월 26일 ~ 2001년 3월 2일, 첫 번째 임기)
- 장 마리 셰레스탈 (2001년 3월 2일 ~ 2002년 3월 15일)
- 이봉 네프튄 (2002년 3월 15일 ~ 2004년 3월 12일)
- 제라르 라토르튀 (2004년 3월 12일 ~ 2006년 6월 9일)
- 자크에두아르 알렉시 (2006년 6월 9일 ~ 2008년 9월 5일, 두 번째 임기)
- 미셸 피에르루이 (2008년 9월 5일 ~ 2009년 11월 11일)
- 장막스 벨레리브 (2009년 11월 11일 ~ 2011년 10월 18일)
- 개리 코닐 (2011년 10월 18일 ~ 2012년 5월 16일)
- 로랑 라모테 (2012년 5월 16일 ~ 2014년 12월 10일)
- 에반 파울 (2015년 1월 16일 ~ 2016년 2월 26일)
- 프리츠 장 (2016년 2월 26일 ~ 2016년 3월 28일)
- 에넥스 장 찰스 (2016년 3월 28일 ~ 2017년 3월 21일)
- 잭 가이 라퐁탕트 (2017년 3월 21일 ~ 2018년 9월 17일)
- 장 헨리 세앙 (2018년 9월 17일 ~ 2019년 3월 21일)
- 조제프 주테 (2020년 3월 4일 ~ 2021년 4월 14일)
- 클로드 조제프 (2021년 4월 14일 ~ 2021년 7월 20일)
- 아리엘 앙리 (2021년 7월 20일 ~ 2024년 2월 24일)
- 미셸 파트릭 봐버 (2024년 2월 25일 ~2024년 6월 3일)
- 개리 코닐 (2024년 6월 4일 ~ 2024년 11월 10일)
- 알릭스 디디에 피스-에메 (2024년 11월 10일 ~ )

## 같이 보기
- 아이티의 대통령